# 3476 Dongguan
3476 Dongguan este un asteroid din centura principală, descoperit pe 28 octombrie 1978 de Observatorul Zijinshan.